# Saqueig de Recife
El Saqueig de Recife va ser una expedició militar anglesa que tingué lloc l'abril de 1595, en el marc de la guerra anglo-espanyola. L'objectiu principal dels britànics era la captura de la localitat i el port de Recife, situada a la Capitania de Pernambuco, en la colònia portuguesa del Brasil, aleshores dins de la Unió Ibèrica

## Antecedents
La guerra entre Anglaterra i Espanya va començar el 1585 amb la fracassada expedició militar d'Anglaterra als Països Baixos a les ordres del comte de Leicester, en suport de la resistència dels Estats Generals al domini Habsburg. Els anglesos van obtenir victòries a Cadis el 1587, i sobre l'Armada espanyola el 1588, però van perdre la iniciativa amb el rebuig de l'Armada anglesa el 1589, davant de la Corunya i Lisboa. Dues armades espanyoles posteriors van ser enviades, però van veure els seus objectius frustrats a causa del temps advers.

## El saqueig
L'any 1595, l'almirall anglès James Lancaster va prendre per assalt el port de Recife, on va romandre durant gairebé un mes saquejant les riqueses que eren transportades des de l'interior, en l'episodi conegut com saqueig de Recife, única expedició de cors anglès que va tenir com a objectiu principal el Brasil, i que va representar el més ric botí de la història de la navegació de cors del període isabelí. El port de Recife servia a la ciutat d'Olinda, capital de la capitania i la ciutat més acabalada dels territoris portuguesos a Sud-amèrica.

## Conseqüències
Felip II d'Espanya en saber de l'atac, de la captura de l'illa de Trinitat per Walter Raleigh i del saqueig de Caracas per George Somers i Amyas Preston es va enfuriar i com considerava que qualsevol atac s'havia de respondre, va atacar Mount's Bay a Cornualla el 13 d'agost del mateix any com a represàlia.
Els portuguesos aviat augmentaren les defenses de Recife i es van construir forts a l'istme entre Recife i Olinda per dissuadir atacs posteriors, de manera infructuosa. Els holandesos s'hi assentarien diversos cops abans de ser obligats a marxar a mitjans del segle xvii pels portuguesos. L'atac a Recife, però, passa a la història com l'últim atac mai fet pels anglesos a la costa del Brasil.